# Cao Song
En aquest nom xinès, el cognom és Cao.
Cao Song (mort el 193 EC) va ser el pare del senyor de la guerra Cao Cao de la tardana Dinastia Han Oriental. Ell va rebre originalment el cognom de "Xiahou", però s'ho va canviar a "Cao" després d'esdevenir el fill adoptiu de l'eunuc Cao Teng. Els descendents de Cao Song també van adoptar "Cao" com el seu nom familiar.
Al voltant de l'any 193, la Xina havia estat dividida en diversos estats governants com a resultat de la descomposició de la Dinastia Han. Un dels dits governants era Cao Cao, el pare del qual, Cao Song, havia tingut prèviament un rang dins la dinastia. Cao Cao ho havia endegat pel seu pare perquè aquest hi viatgés fins a la seva província de Yan, i mentre passava a través de la província de Xu, Cao Song va ser convidat a descansar pel governador d'aquesta. El governador de Xu, Tao Qian, era conegut a tota la Xina per ser amable i gentil. Per a garantir que Cao Song passés segur fins Yan, Tao Qian en va assignar 500 de les seves tropes sota el comandament de Zhang Kai, però Kai, un antic Turbant Groc, en lloc d'acomboiar-los, va matar Cao Song i tot el seu clan per quedar-se amb els béns que portaven. Cao Cao, culpant Tao Qian per la pèrdua de la seva família, va llançar una invasió a gran escala contra la província de Xu en assabentar-se del que havia succeït.